# Lúcio Catílio Severo Juliano Cláudio Regino
Lúcio Catílio Severo Juliano Cláudio Regino (em latim: Lucius Catilius Severus Julianus Claudius Reginus) foi um senador e general romano nomeado cônsul sufecto para o nundínio de julho a setembro de 110 com Caio Eruciano Silão e eleito cônsul em 120 com o futuro imperador Antonino Pio.
Em inscrições encontradas na Bitínia, Catílio é chamado apenas de Lúcio Catílio Severo Juliano, nas inscrições consulares, apenas de Lúcio Catílio Severo e finalmente apenas de Catílio Severo nas fontes literárias. Sua família provavelmente era originária de Apameia na Bitínia. Seu nome polionômico implica que ele foi adotado, filho de um Cneu Catílio adotado por um Cneu Cláudio.

## Carreira
A carreira política de Catílio Severo está preservada numa inscrição recuperada em Âncio. Segundo ela, seu primeiro posto foi o de questor, o que já lhe permitiu ser admitido no Senado Romano, servindo na província da Ásia. Depois, ele foi tribuno da plebe. A inscrição não cita que ele tenha sido eleito pretor, mas sem dúvida ele foi, pois o cargo era pré-requisito para as magistraturas mais elevadas da carreira senatorial.
Normalmente, um senador destinado ao consulado assumiria apenas dois cargos, o comando de uma legião e o governo de uma província ou a prefeitura de um dos erários (tesouro): Catílio assumiu seis destes postos. Primeiro na lista foi o de prefectus frumenti dandi (o prefeito responsável pela distribuição da ração de cereais gratuita em Roma), depois foi legado do procônsul da Ásia, depois superintendente de uma estrada romana não identificada, legado da Legio XXII Primigenia, e finalmente a prefeitura de cada um dos erários, o erário militar (105-107) e o erário de Saturno (108-110). Em seguida, Catílio foi cônsul pela primeira vez.
Logo depois, Catílio foi admitido entre os septênviros epulões, um dos quatro mais prestigiosos colégios sacerdotais romanos. Em 114, ele foi nomeado governador da província dupla da Capadócia-Galácia. Durante seu mandato, Catílio participou da campanha parta de Trajano e foi condecorado várias vezes. Na primavera de 117, depois da morte do imperador, seu herdeiro, Adriano, nomeou Catílio para substituí-lo como governador da Síria para que ele próprio seguisse para Roma e lá ele permaneceu até 119. Depois de seu segundo consulado, em 120, Catílio foi procônsul da África entre 124 e 125 e, finalmente, prefeito urbano de Roma. Assumir qualquer um destes últimos cargos já era considerado o ápice de uma carreira senatorial; assumir dois deles, prova não apenas seu sucesso, mas a confiança depositada nele por Adriano.

## Família
Acredita-se que Catílio foi o terceiro marido de Dasúmia Pola, a viúva de Cneu Domício Tulo, que havia adotado Domícia Lucila, a Velha, a avó materna do futuro imperador romano Marco Aurélio. O próprio Marco Aurélio lembrou mais tarde da influência de Catílio Severo em sua vida ao contar que "ele o impediu de ir a lugares públicos de ensino, mas gostava de bons professores em casa" e que dele aprendeu que "é um dever gastar livremente neste tipo de coisas".
Dois Cneus Catílios Severos, atestados como membros dos irmãos arvais em 183 e 213-218, eram sem dúvida descendentes de Catílio ou, pelo menos, de sua família.